# Renchen
Renchen – miasto w Niemczech, w kraju związkowym Badenia-Wirtembergia, w rejencji Fryburg, w regionie Südlicher Oberrhein, w powiecie Ortenau, wchodzi w skład wspólnoty administracyjnej Oberkirch. Leży w Schwarzwaldzie, nad rzeką Rench, ok. 15 km na północ od Offenburga, przy drodze krajowej B3.

## Współpraca
Miejscowość partnerska:
- Gelnhausen, Hesja